# Região Metropolitana do Vale do Paraíba e Litoral Norte
A Região Metropolitana do Vale do Paraíba e Litoral Norte ou RMVale, criada pela lei complementar estadual 1166, de 9 de janeiro de 2012, é uma das seis regiões metropolitanas do estado de São Paulo e pertence à Macrometrópole de São Paulo. É formada pela união de 39 municípios agrupados em cinco sub-regiões. Compreende os mesmos municípios da Mesorregião do Vale do Paraíba Paulista e tem São José dos Campos como sua cidade-sede.

## Municípios

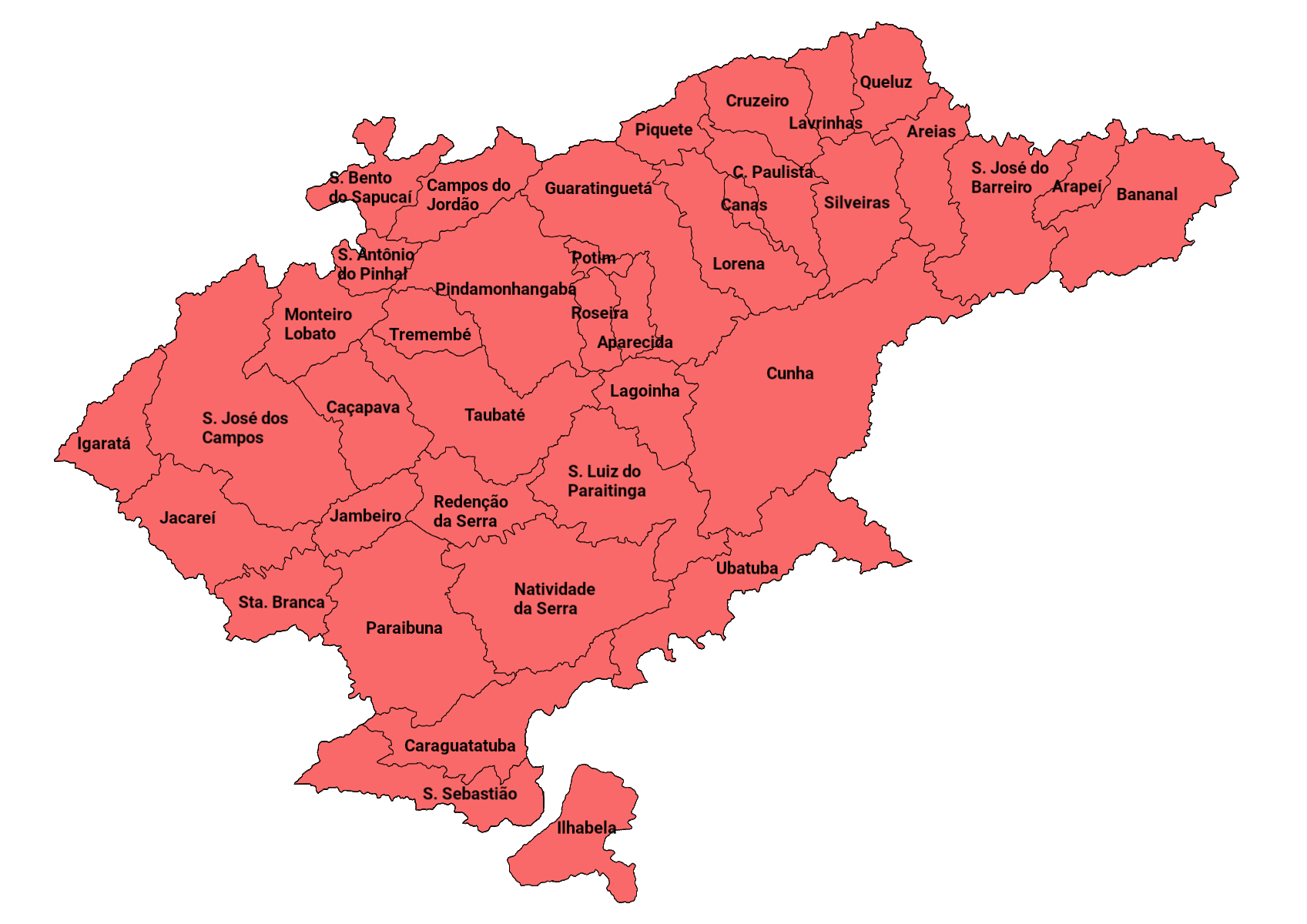
Os municípios abrangidos pela RMVale.

A Região Metropolitana do Vale do Paraíba e Litoral Norte é constituída por 39 municípios.
| Município               | Área (km²) | População (2022) | PIB (Milhões)(2011) | IDH-M (2010) | Sub-Região          |
| ----------------------- | ---------- | ---------------- | ------------------- | ------------ | ------------------- |
| Aparecida               | 121,08     | 32.569           | 484,74              | 0,755        | Guaratinguetá       |
| Arapeí                  | 156,90     | 2.330            | 30,97               | 0,680        | Cruzeiro            |
| Areias                  | 305,23     | 3.577            | 40,00               | 0,697        | Cruzeiro            |
| Bananal                 | 616,43     | 9.969            | 113,00              | 0,758        | Cruzeiro            |
| Caçapava                | 368,99     | 96.202           | 2.512,40            | 0,788        | São José dos Campos |
| Cachoeira Paulista      | 287,99     | 31.564           | 414,73              | 0,794        | Guaratinguetá       |
| Campos do Jordão        | 290,30     | 46.974           | 644,40              | 0,749        | Taubaté             |
| Canas                   | 53,26      | 4.931            | 44,52               | 0,753        | Guaratinguetá       |
| Caraguatatuba           | 484,94     | 134.873          | 1.549,91            | 0,759        | Litoral Norte       |
| Cruzeiro                | 305,70     | 74.961           | 1.343,76            | 0,788        | Cruzeiro            |
| Cunha                   | 1.407,25   | 22.110           | 173,72              | 0,733        | Guaratinguetá       |
| Guaratinguetá           | 752,63     | 118.044          | 2.221,38            | 0,798        | Guaratinguetá       |
| Igaratá                 | 292,95     | 10.605           | 127,42              | 0,764        | São José dos Campos |
| Ilhabela                | 346,38     | 34.934           | 355,69              | 0,756        | Litoral Norte       |
| Jacareí                 | 464,27     | 240.275          | 5.729,98            | 0,777        | São José dos Campos |
| Jambeiro                | 184,41     | 6.397            | 890,68              | 0,779        | São José dos Campos |
| Lagoinha                | 255,47     | 5.083            | 64,85               | 0,752        | Taubaté             |
| Lavrinhas               | 167,06     | 7.171            | 67,52               | 0,768        | Cruzeiro            |
| Lorena                  | 414,16     | 84.855           | 1.440,10            | 0,766        | Guaratinguetá       |
| Monteiro Lobato         | 332,74     | 4.138            | 46,38               | 0,755        | São José dos Campos |
| Natividade da Serra     | 833,37     | 6.999            | 64,06               | 0,733        | Taubaté             |
| Paraibuna               | 809,57     | 17.667           | 196,69              | 0,771        | São José dos Campos |
| Pindamonhangaba         | 730,20     | 165.428          | 3.781,68            | 0,773        | Taubaté             |
| Piquete                 | 175,99     | 12.490           | 128,85              | 0,757        | Guaratinguetá       |
| Potim                   | 44,46      | 20.392           | 157,98              | 0,697        | Guaratinguetá       |
| Queluz                  | 249,39     | 9.159            | 104,93              | 0,766        | Cruzeiro            |
| Redenção da Serra       | 309,44     | 4.494            | 48,43               | 0,736        | Taubaté             |
| Roseira                 | 130,65     | 10.832           | 294,36              | 0,777        | Guaratinguetá       |
| Santa Branca            | 272,23     | 14.975           | 206,71              | 0,796        | São José dos Campos |
| Santo Antônio do Pinhal | 133,00     | 7.133            | 70,69               | 0,796        | Taubaté             |
| São Bento do Sapucaí    | 252,57     | 11.674           | 123,45              | 0,776        | Taubaté             |
| São José do Barreiro    | 570,68     | 3.853            | 48,39               | 0,727        | Cruzeiro            |
| São José dos Campos     | 1.099,40   | 697.054          | 25.212,47           | 0,807        | São José dos Campos |
| São Luiz do Paraitinga  | 617,31     | 10.337           | 115,21              | 0,754        | Taubaté             |
| São Sebastião           | 402,39     | 81.595           | 2.892,01            | 0,772        | Litoral Norte       |
| Silveiras               | 414,78     | 6.186            | 61,73               | 0,721        | Cruzeiro            |
| Taubaté                 | 625,00     | 310.739          | 9.756,82            | 0,800        | Taubaté             |
| Tremembé                | 191,09     | 51.173           | 495,91              | 0,785        | Taubaté             |
| Ubatuba                 | 708,10     | 92.981           | 1.094,02            | 0,751        | Litoral Norte       |

### Distritos
| Municípios             | Distritos                |
| ---------------------- | ------------------------ |
| Bananal                | Rancho Grande            |
| Caraguatatuba          | Porto Novo               |
| Cunha                  | Campos de Cunha          |
| Ilhabela               | Cambaquara               |
| Ilhabela               | Paranabi                 |
| Jacareí                | Parque Meia Lua          |
| Jacareí                | São Silvestre de Jacareí |
| Lavrinhas              | Pinheiros                |
| Natividade da Serra    | Bairro Alto              |
| Pindamonhangaba        | Moreira César            |
| São José dos Campos    | Eugênio de Melo          |
| São José dos Campos    | São Francisco Xavier     |
| São Luiz do Paraitinga | Catuçaba                 |
| São Sebastião          | Maresias                 |
| São Sebastião          | São Francisco da Praia   |
| Taubaté                | Quiririm                 |
| Ubatuba                | Picinguaba               |

## Geografia
A RMVale compõe 6,52% da área do estado de São Paulo, que equivalem a 16.178km². É formada por 39 municípios, que estão divididos em 5 sub-regiões.

## Demografia
A região hoje tem cerca de 2,6 milhões de habitantes, e gerou 4,8% do PIB paulista.

## Economia

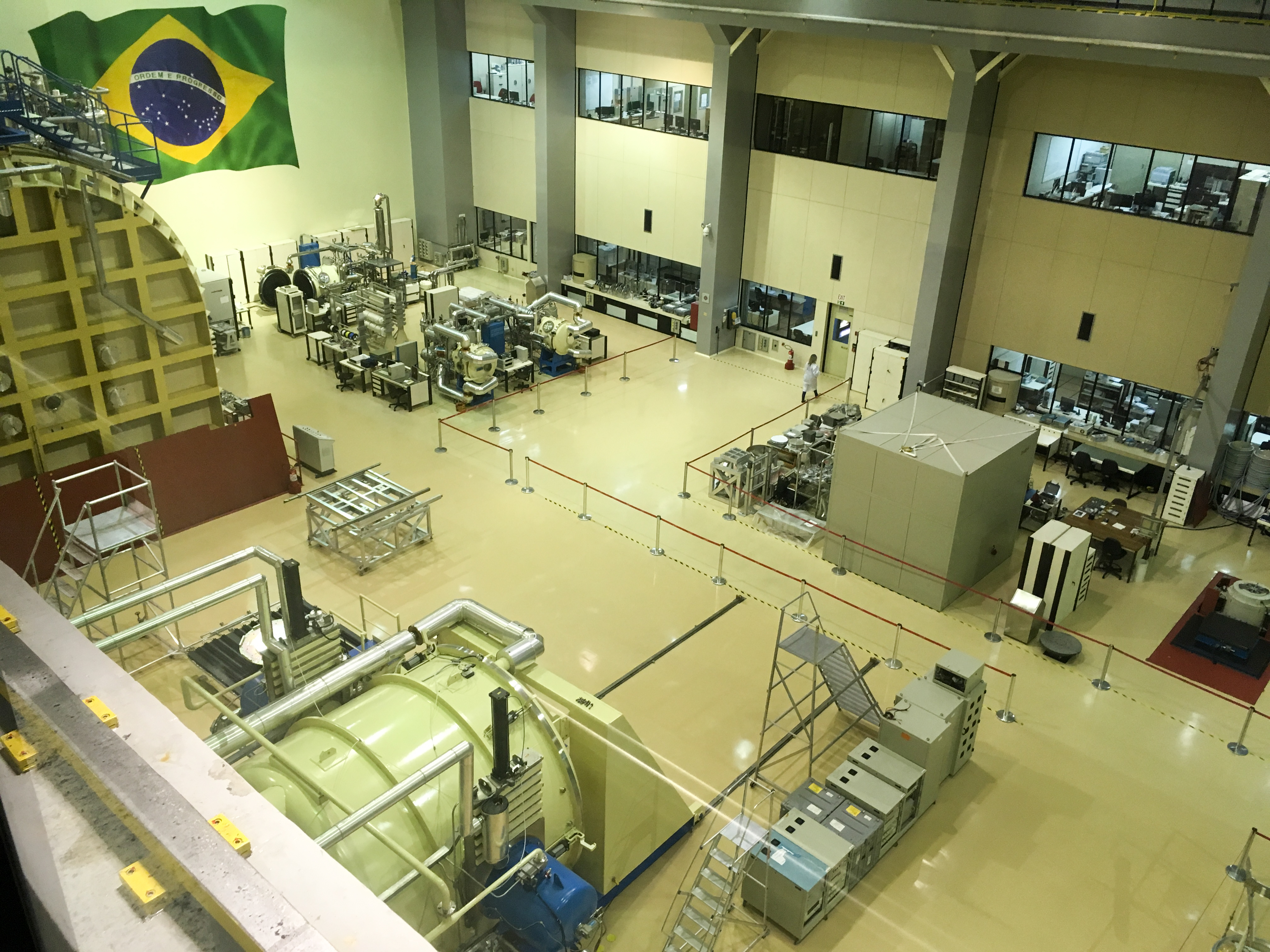
Sede do INPE, em São José dos Campos.

Grande centro urbano nacional, dispõe de um amplo polo industrial, automobilístico e mecânico. Entre as principais instituições e empresas ali sediadas, destacam-se o DCTA, Inpe, Cemaden, Embraer, Ambev, General Motors, Ford, Yakult, Petrobras, Volkswagen, Panasonic, LG, Johnson & Johnson, Avibras, Comil, BASF, Liebherr, Iochpe-Maxion, Nestlé e Ball Corporation. É também um Centro Regional de Comércio e Serviços; com a presença de universidades como EEAR, FATEC, FCN, ANHANGUERA, FUNVIC, IFSP, ITA, SENAI, UNESP, UNIFATEA, UNIFESP, UNIP, UNISAL, UNITAU, UNIVAP e USP.
O PIB (Produto Interno Bruto) da RMVale teve um crescimento considerável, de 42% no segundo trimestre de 2021, isso quando comparado com o ano de 2020.

## Infraestrutura

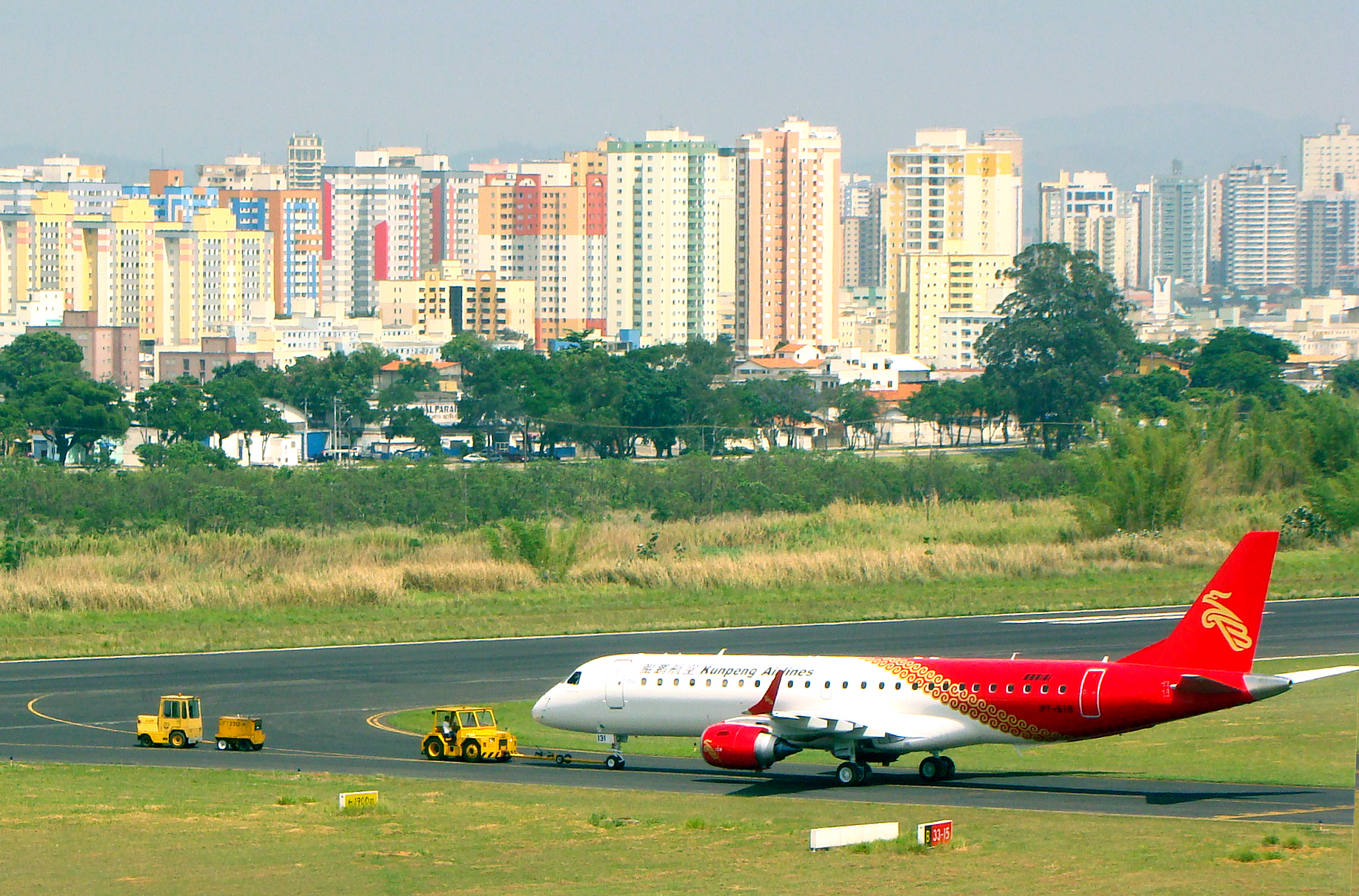
Aeroporto de São José dos Campos.

### Transportes
Há várias rodovias na RMVale, entre elas, se destacam:
Rodovia Presidente Dutra, Rodovia Ayrton Senna e Rodovia Carvalho Pinto. Algumas outras rodovias:
- Rodovia Oswaldo Cruz
- Rodovia Rio-Santos
- Rodovia dos Tamoios
- Rodovia Floriano Rodrigues Pinheiro